# Corydalis kingdonis
Corydalis kingdonis là một loài thực vật có hoa trong họ Anh túc. Loài này được Airy Shaw mô tả khoa học đầu tiên năm 1940.